# Jalapa (Nicaragua)
Jalapa (del náhuatl: Xalapan ‘Lugar de agua arenosa’) es un municipio del departamento de Nueva Segovia en la República de Nicaragua. El municipio más poblado del departamento. Se encuentra en el norte del país, cerca de la frontera con Honduras.

## Toponimia
Jalapa es un vocablo que proviene de las voces mexicanas xalli, arena; atl, agua y pan, adverbio de lugar, que se traduce como Lugar de agua arenosa, una referencia al hecho que en tiempos antiguos su territorio fue un lago. Esta teoría se sostiene por el hallazgo de fósiles de caracoles y otros animales de vida acuática.

## Geografía
Jalapa se encuentra ubicado a una distancia de 70 kilómetros de la ciudad de Ocotal, y a 300 kilómetros de la capital de Managua.

### Límites
Al norte con la República de Honduras, al sur con el municipio de El Jícaro, al este con el municipio de Murra y al oeste con el municipio de San Fernando. 

### Ubicación
Lo constituye un extenso valle a lo largo de la parte central y sus costados lo bordean elevaciones que van de los 600 hasta 1500 m s. n. m. que forman parte de la Serranía  de Dipilto y Jalapa, siendo su punto más alto el cerro de Jesús a 1500 m s. n. m. y sirve como frontera Natural con Honduras.

## Historia
Del período colonial se conoce la existencia de algunas ruinas que datan del año de 1531, en la comunidad de "Río Arriba" existen ruinas de un templo
español y algunas construcciones del desaparecido pueblo de Minas del Espíritu Santo, que fundara el capitán Gabriel de Rojas. 
Jalapa es una antigua comunidad nativa americana que ya se menciona en 1603 en la primera evaluación española de Nueva Segovia.
También existen ruinas en la comunidad inmediata de Teotecacinte, que posiblemente corresponde a un oratorio que construyeron los vecinos del lugar y los del pueblo del Bodega o Poteca cuando los reunieron en un solo punto en el (1654 o 1655?) por orden de Don Andrés de Abierto y Ozaeta, gobernador interino de la provincia de Nicaragua.
Sus primeros pobladores de origen español son los: Aguirre, Acuña, Cortaz, Bellorín, Galeano, Soza y Paguaga provenientes de las ciudades de la época: Ciudad Antigua, Ocotal, León, Mozonte y parte de Honduras.
Jalapa fue parte del curato de Segovia, donde Ciudad Antigua era la sede de la parroquia.
En el siglo XVIII tuvo la dicha de ser visitada por el obispo Fray Agustín Morel de Santa Cruz obispo de Nicaragua y Costa Rica, quien en su relato apostólico reconoce a Jalapa como un pueblo débil en la Fe y con la necesidad de construir un nuevo templo.
Se constituyó como municipio en el año 1891 durante la administración del presidente Evaristo Carazo.
Se creó parroquia en 1908 desmenbrándose del curato de Ciudad Antigua. Se llamó parroquia de la Asunción y después se le cambió a Inmaculada Concepción de Maria donde aún conserva este nombre.
El origen poblacional de Jalapa se inició con cinco asentamientos. Cuando Nicaragua perdió el llamado territorio en litigio, el municipio de Jalapa perdió también una gran parte de tierra, porque llegaba hasta el Río Patuca. En la Alcaldía Municipal de Jalapa se encuentran todavía partidas de nacimiento de los pobladores de las ahora ciudades hondureñas Cifuentes y Trojes. Por la parte sur Jalapa también perdió el valle de Muyuca, que ahora pertenece a Jícaro. La disputa por este territorio se debió a razones políticas: si mandaban los liberales, entonces los mojones los retiraban para más allá de Jalapa, porque esta era conservadora y Jícaro liberal. Y viceversa; cuando gobernaban los conservadores: Muyuca volvía a Jalapa. Por este territorio se dieron enfrentamientos. El alcalde de El Jícaro, un señor de apellido Guillén, y el municipio de Jalapa, don Pompilio Sanabria, marcharon un día de la década de los años 1920, armados de fusiles, palos y machetes a la línea fronteriza a reclamar lo que cada quien consideraba de su municipio. Se vociferaron, y solo la oportuna intervención del jefe político departamental de aquella época, don José Peralta, evitó que se derramara sangre aquel día.
En 1971, Jalapa fue elevada del rango de villa a ciudad.
Jalapa, que se encuentra en la frontera con Honduras, fue el lugar de dos intentos fallidos de los Contras financiados por la CIA para derrocar la ciudad e instalar un gobierno provisional, a finales de 1982 y diciembre de 1983, en los que la CIA informó que los Contras serían inmediatamente reconocidos por el gobierno de los Estados Unidos.

## Demografía
Jalapa tiene una población actual de 74,958 habitantes. De la población total, el 50% son hombres y el 50% son mujeres. Casi el 58.4% de la población vive en la zona urbana.

## Organización territorial
Se divide en cinco microrregiones: norte, central, sur, este y sureste. Cada microrregión cuenta con comunidades, el municipio se divide en 99 comunidades rurales y 12 sectores que conforman el casco urbano.

## Economía
Su economía se basa en la producción agrícola de granos básicos como el maíz y frijol, además de tabaco por su adaptación al terreno fértil del valle y café en las serranías de Dipilto y Jalapa. Desde 2010 un rubro en desarrollo y crecimiento es el turismo rural comunitario.
En Jalapa se produce el 60% del tabaco de Nicaragua que se exporta a Estelí y de ahí a los Estados Unidos, Cuba y Europa.
La población de Jalapa se enorgullece de sus raíces indígenas y en su gastronomía destacan platillos y bebidas cuya base es el maíz. El atol de maíz servido en huacal es la bebida caliente más tradicional antes de una taza de café humeante.

## Religión
Al igual existen muchísimas denominaciones protestantes: Asambleas de Dios, Pentecostales, Bautistas, Adventistas, Nazarenos, Testigos de Jehová, etc.
En el casco urbano, existen 2 templos católicos: Inmaculada Concepción de María y Divina Providencia, ambos son sedes parroquiales.
El municipio está compuesto por 3 parroquias divididas en el extenso valle y montañas: Inmaculada Concepción de María, Divina Providencia y Sagrado Corazón de Jesús en Teotecacinte.

## Festividades

### Fiestas patronales
Su patrona es la Inmaculada Concepción de María que se celebra el 8 de diciembre. En territorio eclesiástico pertenece a la Diócesis de Estelí.

### Feria del maíz
Desde hace años, se lleva a cabo la Feria Nacional del Maíz, cuyo propósito es el rescate y promoción de la cultura de consumo del maíz incluyendo un festival popular con desfile de carrozas engalanadas con ornamentos hechos a mano y realizados únicamente usando materiales extraídos de la planta del maíz. Por tradición, esta feria se celebra anualmente durante la tercera semana del mes de septiembre.
También, se elige la Reina del Maíz entre muchachas que participan vistiendo atuendos finamente elaborados con materiales alusivos al maíz. La reina es la anfitriona de la corrida de cinta, evento donde los jinetes demuestran sus habilidades montando sus caballos. El jinete que más cintas obtiene, gana el privilegio de llevar a la reina en ancas de su caballo y desfilar por la calle principal de la ciudad al son de la música de chicheros y explosiones de cohetes. Por la noche se celebra la fiesta de coronación de la Reina del Maíz y del Jinete como su Rey.